# Brittany Borman
Brittany Borman (ur. 1 lipca 1989) – amerykańska lekkoatletka specjalizująca się w rzucie oszczepem.
W 2010 zajęła czwarte miejsce na młodzieżowych mistrzostwach strefy NACAC. Nie udało jej się awansować do finału igrzysk olimpijskich w Londynie (2012).
Dwukrotna mistrzyni Stanów Zjednoczonych (2012 i 2013). W 2011 i 2012 zdobywała złote medale mistrzostw NCAA.
Zawodniczka okazjonalnie startuje także w rzucie dyskiem.
Rekord życiowy: 64,75 (10 maja 2015, Kawasaki).

## Osiągnięcia
| Rok  | Impreza                       | Miejsce        | Pozycja           | Wynik |
| ---- | ----------------------------- | -------------- | ----------------- | ----- |
| 2010 | Młodzieżowe mistrzostwa NACAC | Miramar        | 4. miejsce        | 50,02 |
| 2012 | Igrzyska olimpijskie          | Londyn         | el. – 15. miejsce | 59,27 |
| 2013 | Mistrzostwa świata            | Moskwa         | el. – 22. miejsce | 57,63 |
| 2015 | Mistrzostwa świata            | Pekin          | 12. miejsce       | 58,26 |
| 2016 | Igrzyska olimpijskie          | Rio de Janeiro | el. – 27. miejsce | 56,04 |